# پریتلول
پریتلول (به انگلیسی: Prittlewell) یک منطقهٔ مسکونی در بریتانیا است که در Southend-on-Sea واقع شده‌است.